# 天龙八将
《天龙八将》（英語：The Invincible Eight）是1971年上映的一部香港電影，是嘉禾影業公司（現今：橙天嘉禾）成立後製作的第二部電影（首部電影為四日前上映的《鬼怒川》）。由罗维执导兼编剧，苗可秀等人出演，该作主要讲述的是被萧成均陷害的人的后代一起为长辈报仇的故事。

## 劇情簡介
萧成均通过谋害其他人等方式得到了大将军的位置，并且因为其欺压百姓等原因，导致对他不满的人很多，于是之前被他陷害的人得后代决定聚在一起，一起想办法除掉萧成均，为长辈报仇。

## 演员
- 苗可秀
- 唐菁
- 茅瑛
- 田俊
- 沈殿霞
- 林正英
- 洪金宝

## 其他
- 该作捧红了苗可秀。[7]

## 備註
1. ↑  钟宝贤. . 2007年.
2. ↑  苏涛. . 2014年.
3. ↑  潘亚暾, 汪义生. . 1997年.
4. ↑  . 1982年.
5. ↑  黄安心. . 2018年.
6. ↑  陈墨. . 2005年.
7. ↑  馮應標. . 2017年.

## 相關連結
- 互联网电影数据库（IMDb）上《天龙八将》的资料（英文）
- 豆瓣电影上《天龙八将》的資料 （简体中文）
- 香港影庫上《天龙八将》的資料（繁體中文）